# Coroner
En coroner är en tjänsteman i Samväldet eller USA vars uppdrag är att fastställa dödsfall hos påträffade livlösa personer, samt medverka i utredning om dödsorsaken. Skattfynd handläggs också av en coroner.[källa behövs]

## Storbritannien
I England och Wales (Skottland har inga coroners) är en coroner antingen en jurist eller en läkare. Vid behov anlitar coronern behövlig personal, som exempelvis en patolog. Det fanns omkring 98 coroners i de två riksdelarna 2004, fördelade på 109 distrikt.

## USA
I USA skiljer man på coroners och medical examiners. Vanligen är coroners valda lekmän, medan medical examiners är anställda läkare (i praktiken patologer). Inte alla jurisdiktioner har någon coroner, utan många nöjer sig med medical examiners. Det totala antalet tjänstemän av dessa två kategorier utgjorde 2004 7 320 heltidsanställda personer.